# 古川岩太郎

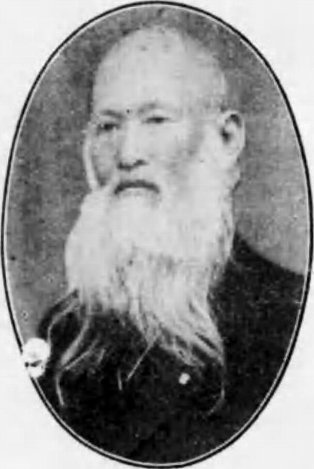
古川岩太郎

古川 岩太郎（ふるかわ いわたろう、明治3年1月12日（1870年2月12日）– 1940年（昭和15年）5月11日）は、大日本帝国陸軍軍人。最終階級は陸軍少将。兵庫県篠山町長。

## 経歴
丹波国（兵庫県）出身。篠山藩士・古川貞寿の長男として生まれる。1891年（明治24年）、陸軍士官学校を卒業（2期）。陸軍砲工学校を卒業し、1900年（明治33年）に陸軍大学校（14期）を卒業した。少尉時代に日清戦争に従軍し、野砲兵第10連隊中隊長、参謀本部員、陸軍大学校教官を歴任。日露戦争時には満州軍総司令部高級副官として従軍した。その後、南京武備学堂教官、野砲兵第19連隊長、鎮海湾要塞司令官を歴任。
1918年（大正7年）に陸軍少将で予備役に編入された後は、1920年（大正9年）から19年間、篠山町長を務めた。この間、兵庫県町村会長に3期在任した。

## 栄典
- 1892年（明治25年）7月6日 - 正八位[5]
- 1895年（明治28年）2月28日 - 従七位[6]